# Ligne 2 du métro léger de Malaga
La ligne 2 (en espagnol : Línea 2 del metro ligero de Málaga) est l'une des deux lignes du réseau du métro léger de Malaga, ouverte en juillet 2014 et prolongée une première fois en mars 2023. Elle est exploitée par Metro de Málaga S.A. et dessert plusieurs quartiers de Malaga.

## Historique

### Chantier et inauguration
Le chantier de la ligne 2 commence en 2006, deux ans avant le démarrage de celui de la ligne 1. En 2010, la Junte d'Andalousie décide de ne pas réaliser le chantier en une seule fois : la construction et la mise en service du tronçon à la suite de la station El Perchel sont ainsi repoussés.
La ligne 2 est inaugurée le 30 juillet 2014.

### Prolongations successives
Les travaux de la section à partir de El Perchel sont relancés en juillet 2018. Le premier essai de circulation dans le tunnel prolongé a lieu au milieu du mois de mars 2022. Le 8 mars 2023, les conducteurs entreprennent les essais marche à blanc, qui consistent à simuler une exploitation en condition réelle sans passagers, dans ce même tunnel.
En octobre 2018, le gouvernement andalou lance un appel d'offres pour la réalisation de la section entre la future station Guadalmedina et le futur centre hospitalier du nord de la ville. Il est alors prévu que le métro léger circule en surface sur les deux tiers de son parcours, en dépit de l'opposition ferme envers cette option exprimée par la municipalité et les riverains du tracé. À la suite d'une alternance au sein de l'exécutif régional, la nouvelle conseillère à l'Équipement, Marifrán Carazo, annonce en décembre 2019 que son département se rallie aux thèses de la mairie et défend désormais un tronçon intégralement souterrain.
Au début de l'automne 2022, l'Agence des travaux publics reçoit les études et le plan d'exécution de la première des trois tranches du tronçon nord de la ligne 2, entre la station à ouvrir Guadalmedina et la rue Hilera. La publication de l'appel d'offres du marché public de travaux pour cette section est alors attendue pour le premier semestre de l'année 2023. Le 21 février 2023, le département de l'Équipement publie un arrêté par lequel elle renonce à attribuer le marché public de réalisation en surface — comme cela était envisagé en 2018 — du tronçon jusqu'au futur hôpital civil, ce qui constitue la dernière étape avant le lancement de l'appel d'offres pour le creusement du prolongement de la ligne 2.
Le département de l'Équipement de la Junte d'Andalousie indique, le 21 mars 2023, que l'ouverture de la nouvelle station Guadalmedina aura lieu six jours plus tard, le 27 mars.

## Caractéristiques

### Ligne
La ligne compte 8 stations, toutes en souterrain, et parcourt 4,9 km. Elle est en correspondance avec la ligne 1 à El Perchel et Guadalmedina. Les rails sont à écartement normal et la voie est double sur l'ensemble du trajet. Elle traverse Malaga du nord au sud.

### Stations et correspondances
|  |   |  | Station                 | Commune                      | Correspondances                                     |
|  | - |  | ----------------------- | ---------------------------- | --------------------------------------------------- |
|  | ■ |  | Palacio de los Deportes | Malaga (Carretera de Cádiz)  |                                                     |
|  | o |  | Puerta Blanca           | Malaga (Carretera de Cádiz)  |                                                     |
|  | o |  | La Luz-La Paz           | Malaga (Carretera de Cádiz)  |                                                     |
|  | o |  | El Torcal               | Malaga (Carretera de Cádiz)  |                                                     |
|  | o |  | Princesa-Huelin         | Malaga (Carretera de Cádiz)  |                                                     |
|  | o |  | La Isla                 | Malaga (Carretera de Cádiz)  |                                                     |
|  | o |  | El Perchel              | Malaga (Cruz de Humilladero) | Ligne 1 du métro léger de Malaga · Cercanías Malaga |
|  | ■ |  | Guadalmedina            | Malaga (Centro)              | Ligne 1 du métro léger de Malaga                    |

## Exploitation
La ligne est exploitée par la société concessionnaire Metro de Málaga S.A.

### Matériel roulant
La ligne est servie par des rames Urbos III et Urbos 100 de Construcciones y Auxiliar de Ferrocarriles (CAF).

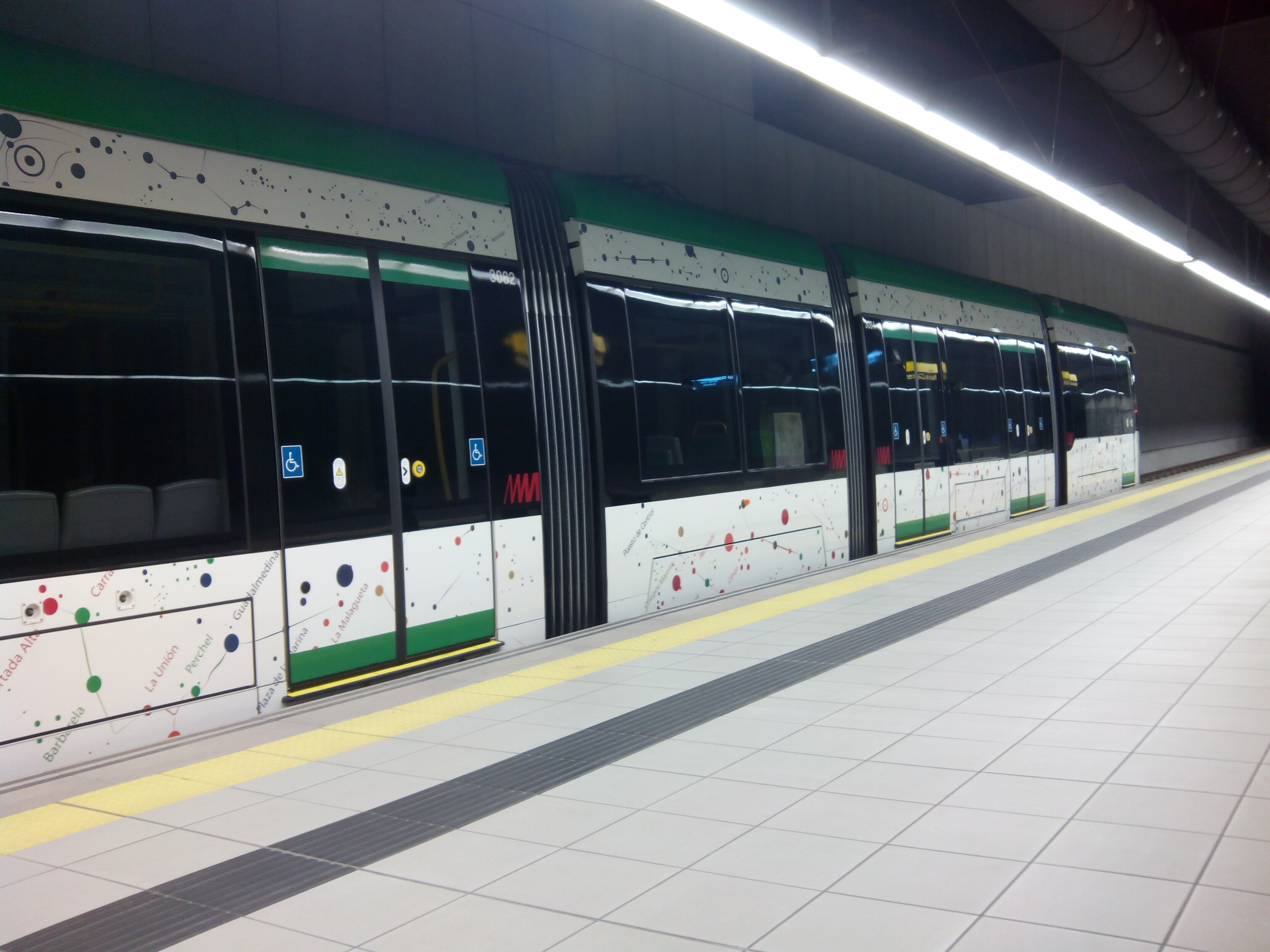
Une rame Urbos III à Palacio de los Deportes.

## Projets
En 2027, la ligne sera prolongée depuis Guadalmedina jusqu'au futur centre hospitalier, au nord de la ville, avec trois nouvelles stations.